# Мерисхаузен
Мерисхаузен (нем. Merishausen) — коммуна в Швейцарии, в кантоне Шаффхаузен. Официальный код — 2936.

## История
Впервые упоминается в письменных источниках в 846 году как Morinishusun.

## География
Площадь коммуны составляет 17,57 км². 30,3 % территории занимают сельскохозяйственные угодья; 65,6 % — леса; 3,9 % — застройка и дороги и оставшиеся 0,2 % — не используются (реки и озёра).

## Население
По данным на 2008 год население коммуны составляло 779 человек, 10,0 % из которых были иностранными гражданами. Иностранные граждане включали: 50,0 % — из Германии; 10,9 % — из Италии и 39,1 % — из других государств. По данным на 2000 год 97,0 % населения назвали родным языком немецкий; 1,1 % — английский и 0,6 % — итальянский. Возрастной состав населения (на 2000 год): лица в возрасте младше 19 лет составляют 23,1 % населения; от 20 до 64 лет — 61,2 %; старше 64 лет — 15,7 %.
Динамика численности населения по годам:
| 1798 | 1850 | 1900 | 1950 | 2000 |
| ---- | ---- | ---- | ---- | ---- |
| 674  | 932  | 632  | 539  | 644  |

## Галерея

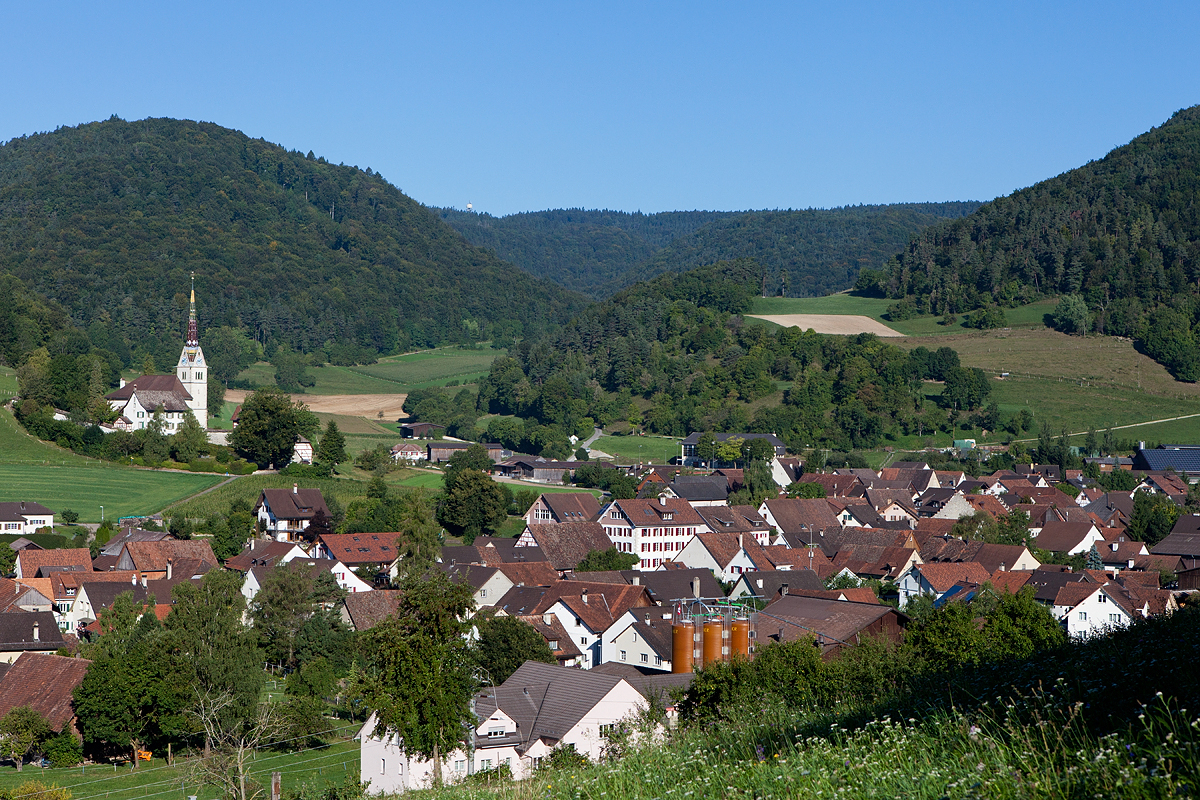
Вид на Мерисхаузен
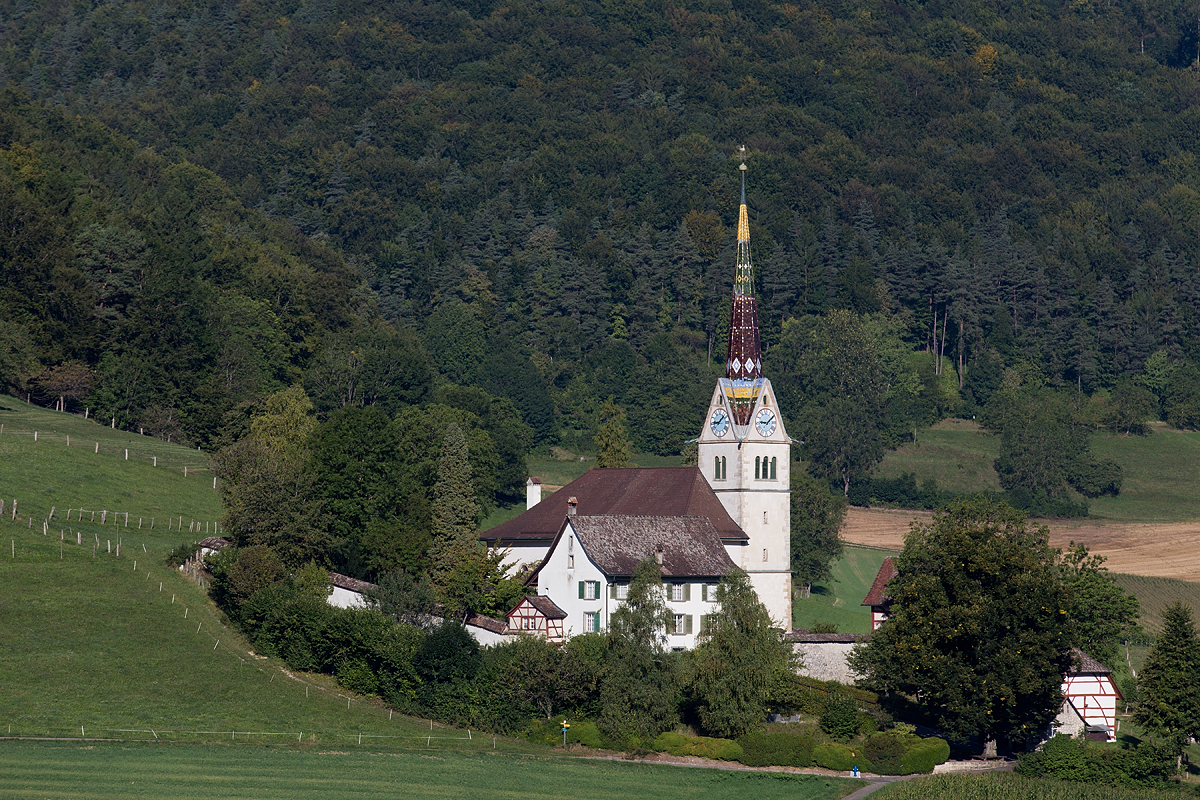
Церковь
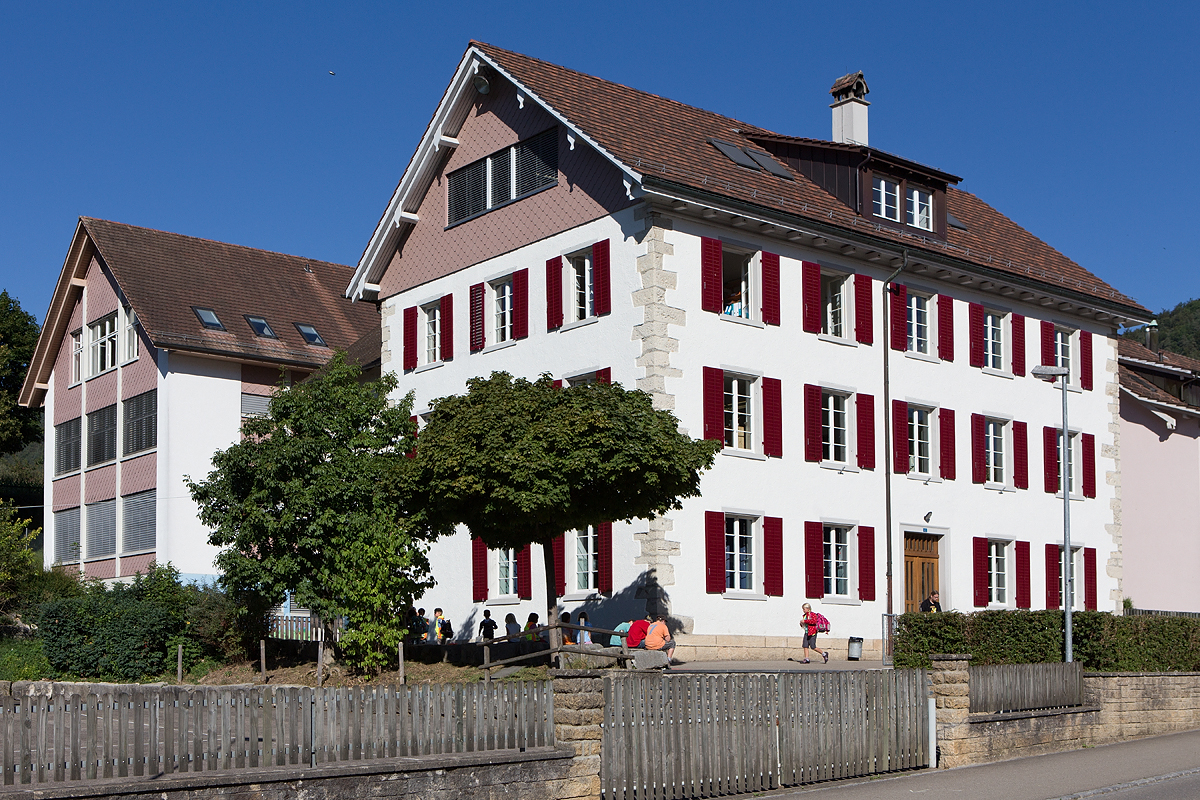
Здание школы